# Bé
Bé is het op een na grootste eiland van het district Lý Sơn, in de Vietnamese provincie Quảng Ngãi.
Bé is een bewoond eiland, het dorp op het eiland heet An Bình. Het eiland ligt ten noorden van het grotere eiland Lớn.